# I wonder (Da-iCEの曲)
「I wonder」（アイワンダー）は、2024年4月17日にavex traxからリリースされたDa-iCEの楽曲。TBS系火曜ドラマ『くるり〜誰が私と恋をした?〜』主題歌に使用された。
2024年の『第66回日本レコード大賞』において優秀作品賞に選出された他、第75回NHK紅白歌合戦での初出場を達成した楽曲でもある。

## リリース
2024年3月19日、Da-iCEが4月9日放送開始の火曜ドラマ『くるり～誰が私と恋をした？～』の主題歌に新曲として「I wonder」を書き下ろしたことが発表された。同時に公開されたドラマ予告映像にて楽曲が初解禁された。
4月8日、楽曲の17日のリリースがアナウンスされ、配信ジャケットが公開された。配信リリース日の4月17日からはApple MusicとSpotifyにて楽曲のSNSシェアキャンペーンが行われた
5月3日には楽曲のリリースを記念し、LINE MUSICにて 『Da-iCE「I wonder」リリース記念スペシャル生配信@LINE MUSIC』が20時より開催された。生配信では楽曲の制作エピソードのトークやダンスパフォーマンスの披露などが行われ、終了後にはメンバーとのアフタートークができるオープンチャットが開設された。

## ミュージックビデオ
2024年4月17日に楽曲のダンスパフォーマンス動画がプレミア公開された。演出には照明のみが使われ、シンプルかつスタイリッシュな構成の映像となっている。公開前には、Stationheadアプリにてメンバーの工藤が出演するリスニングパーティーが開催された。映像は2024年末には3200万回を突破している。
4月24日、楽曲のダンスプラクティス映像がYouTubeにて公開された。映像クリエイターは前作「A2Z」に続いてte2taが務めた。
4月29日、『CDTVライブ！ライブ！』での楽曲の披露の後、ミュージック・ビデオがプレミア公開された。「どんな季節、どんな時間、どんな世界でも君を待つ」というコンセプトを据えた映像となっている。
6月26日にはYouTubeチャンネル「THE FIRST TAKE」にメンバー全員で登場し、楽曲を披露した。アカペラ伴奏にはハーモニーグループのNagie Laneが、ヒューマンビートボックスにはDaichi、Bayashi、寒ブリが参加した、楽器を使わないスペシャルアレンジのパフォーマンスがされた。
12月26日には、同年9月19日に豊洲PITにて開催された『Da-iCE 10th Anniversary Live House Tour 2024』から楽曲のライブ映像が公開された。

## 楽曲解説
作詞・作曲にはメンバーの工藤と花村が参加。ドラマの設定や要素を取り込んだ、“恋愛”と“本当の自分探し”という2つのテーマを色彩に喩え、様々な色彩が重ねられていく表現で描かれた一曲となっている。
コレオグラフは、メンバーの花村想太とavex ROYALBRATSのShungoによって制作された。
楽曲の書き下ろし発表時にDa-iCEは
ドラマのお話を聞いて、世界ってこんなに素晴らしいんだっていうことをヒロインが改めて知っていくストーリーだなと感じて、「I wonder」というタイトルにしました。シンプルなようにみえて複雑に絡み合った4人の恋愛模様をはじめ、主人公の成長物語も歌詞で楽しんでいただきたいなと思い、歌詞はストレートじゃない表現でつくりました。ストレートではないけど、分かりやすい…その狭間を模索しながら、今までで一番話し合いながらつくった楽曲かもしれません。歌詞にでてくるフレーズにもこだわっているので、そのフレーズがどういう意味なのかは、ドラマを見ていただければ少しずつ楽曲とリンクしていくと思うので、ぜひ楽しみにしていただきたいです！
とコメントしている。

## チャート成績
Billboard JAPANが集計する総合チャート「Hot 100」には5月1日公開チャートで68位に初登場。その後成績を伸ばし続け、チャートイン10周目となる7月3日公開チャートでTOP10入りを果たす。同月17日公開チャートで最高位の7位を記録した。
ストリーミングチャート「Streaming Songs」では、2024年5月8日公開チャートで67位に初登場。翌週5月15日公開チャートでは前週比142.2%と再生回数が急伸し、36位にジャンプアップした。その後も毎週順位を伸ばし、7月17日公開チャートで718万回再生、最高位である4位にランクインした。6月12日公開チャートからは11週連続でトップ10をキープした。
ダウンロードチャート「Download Songs」では4月24日公開チャートで15位に初登場。6月26日公開チャートにて3930DLを売り上げ、最高位である5位にランクインした。
2024年6月27日、楽曲がTikTokで累計6億回再生を突破した。
9月6日、同日公開のBillboard JAPANチャートでストリーミング累計再生回数が1億回を突破した。「CITRUS」「スターマイン」に次ぐ自身3曲目の記録であり、かつ自身最速の1億回突破となった。
2025年1月14日には全世界でのストリーミング累計再生回数が2億回を突破したことが発表された。

## テレビ披露
| 日付   | 日付     | 番組名                                   | 放送局                   | 備考                                                                                   | 出典   |
| ------ | -------- | ---------------------------------------- | ------------------------ | -------------------------------------------------------------------------------------- | ------ |
| 2024年 | 4月8日   | CDTVライブ!ライブ!                       | TBS系                    | フルサイズ初披露。                                                                     | [ 26 ] |
| 2024年 | 4月29日  | CDTVライブ!ライブ!                       | TBS系                    | 西武園ゆうえんち 夕日の丘商店街から中継で披露。                                        | [ 30 ] |
| 2024年 | 5月1日   | DayDay.                                  | 日本テレビ系             | 番組内のコーナー『boomboom!』にて生パフォーマンス。「スターマイン」との2曲を披露した。 | [ 45 ] |
| 2024年 | 5月3日   | バズリズム02                             | 日本テレビ系             |                                                                                        | [ 46 ] |
| 2024年 | 5月17日  | ミュージックステーション                 | テレビ朝日系             | 番組初出演。「スターマイン」とのメドレーで披露した。                                   | [ 47 ] |
| 2024年 | 5月18日  | with MUSIC                               | 日本テレビ系             | 番組初出演。「スターマイン」との2曲を披露した。                                        | [ 48 ] |
| 2024年 | 6月1日   | MUSIC FAIR                               | フジテレビ系列           |                                                                                        | [ 49 ] |
| 2024年 | 7月3日   | FNS歌謡祭2024 夏                         | フジテレビ系列           |                                                                                        | [ 50 ] |
| 2024年 | 7月19日  | ミュージックステーション 3時間スペシャル | テレビ朝日系             | 『THE FIRST TAKE』に出演した際の楽器を使わないスペシャルアレンジで披露。               | [ 51 ] |
| 2024年 | 8月23日  | 音道楽√                                  | 讀賣テレビ系             | 番組初出演。                                                                           | [ 52 ] |
| 2024年 | 8月31日  | Venue101                                 | NHK                      | 番組初出演。                                                                           | [ 53 ] |
| 2024年 | 10月1日  | うたコン                                 | NHK                      | 番組初出演。                                                                           | [ 54 ] |
| 2024年 | 10月7日  | CDTVライブ！ライブ！2時間半SP            | TBS系                    | 「TAKE IT BACK」との2曲を披露。                                                        | [ 55 ] |
| 2024年 | 11月14日 | ベストヒット歌謡祭 2024                  | 讀賣テレビ・日本テレビ系 |                                                                                        | [ 56 ] |
| 2024年 | 11月30日 | ベストアーティスト 2024                  | 日本テレビ系             | 「CITRUS」とのスペシャルメドレーでの披露。                                             | [ 57 ] |
| 2024年 | 12月16日 | CDTVライブ！ライブ！クリスマスSP         | TBS系                    | クリスマススペシャルアレンジで披露。                                                   | [ 58 ] |
| 2024年 | 12月27日 | ミュージックステーション SUPER LIVE      | テレビ朝日系             |                                                                                        | [ 59 ] |
| 2024年 | 12月30日 | 第66回日本レコード大賞                   | TBS系                    |                                                                                        | [ 60 ] |
| 2024年 | 12月31日 | 第75回NHK紅白歌合戦                      | NHK                      | NHK紅白歌合戦初出場。                                                                  | [ 61 ] |